# 안토노프 An-12
안토노프 An-12는 4개의 프로펠러 엔진을 장착한 비행기이다.

## 개발
초도비행은 1957년 12월에 있었다. 900대 이상이 생산되었으며, 1973년에 생산이 종료되었다. An-12BP기 1959년 소련에 실전배치되었다. 성능상 미국의 C-130 수송기와 비슷하다. 군용 버전은 꼬리날개에 방어용 기관포를 장착했다.

## 중국
1960년대에 중국은 중국 내에 라이센스 공장을 세우기로 하고서, 여러대의 An-12 수송기를 소련으로부터 구매했다. 그러나 중소 분쟁이 발생하여, 소련은 기술적 지원을 취소했다. 이에 중국은 국산 개발을 위해 An-12 비행기에 대한 역공학 작업을 하였다. 2001년과 2002년 사이에, 안토노프사와 샹시사는 Y-8의 동체와 날개를 새롭게 재설계하기로 했다. 이로 인해 연료 탑재량이 50% 증가하였다. 현재 우크라이나는 An-12를 생산하지 않는데, 중국의 Y-8은 계속 생산할 계획이다. 2001년까지 약 75대가 제작되었다.

## 사용국가

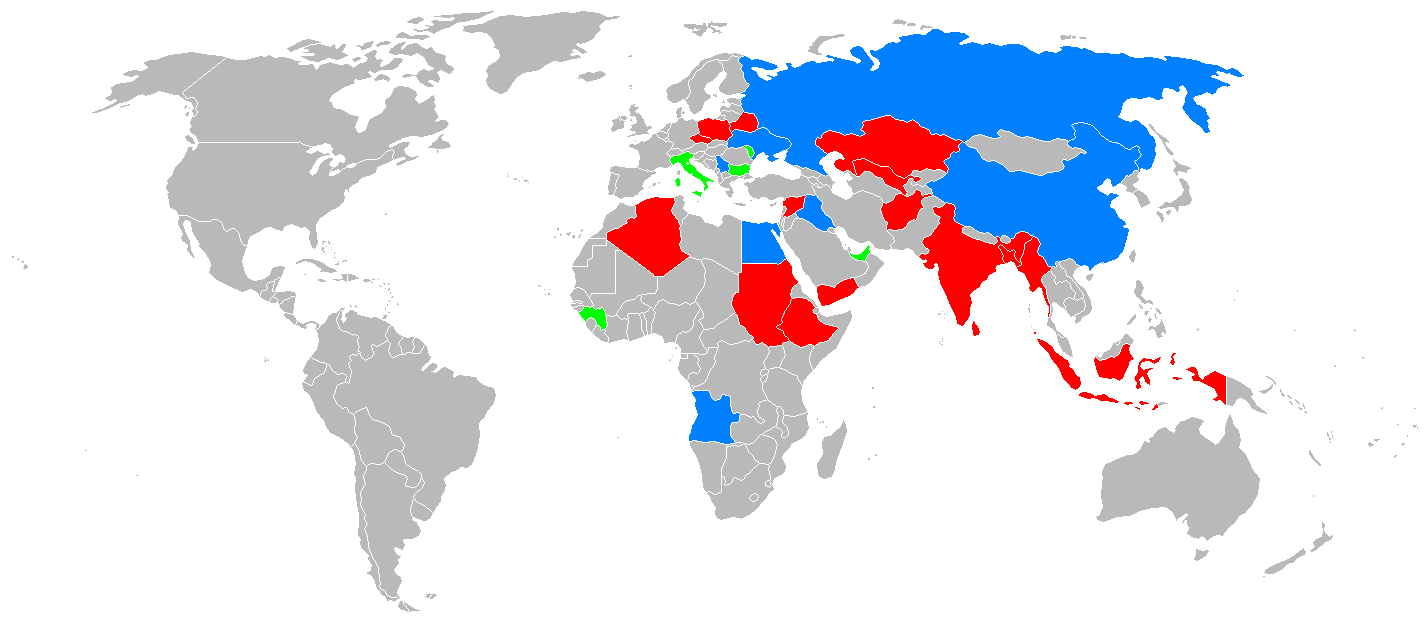
An-12 사용국가. 빨간색은 군용, 녹색은 민간용, 파랑색은 군용과 민간용

소련의 An-12 수송기는 동급인 미국의 C-130 수송기와 함께, 전 세계적인 베스트셀러이다.
2006년 8월 기준으로, 179대의 An-12기가 항공사에서 사용중이다.

## 제원 (An-12BP)
정보의 출처: Global Aircraft, Airliners.net
일반 특성
- 승무원: 5: 2 pilots, flight engineer, navigator, radio operator
- 용량: 90 troops
- 화물탑재량: 20,000 kg (44,000 lb)
- 길이: 33.10 m (108 ft 7 in)
- 날개폭: 38.00 m (124 ft 8 in)
- 높이: 10.53 m (34 ft 7 in)
- 날개면적: 121.7 m² (1,310 ft²)
- 공허중량: 28,000 kg (62,000 lb)
- 최대이륙중량: 61,000 kg (130,000 lb)
- 엔진: 4× Progress AI-20L or AI-20M turboprops, 4,000 ehp (3,000 kW)  각각

성능
- 최대속도: 777 km/h (419 knots, 482 mph)
- 순항속도: 670 km/h (361 knots, 415 mph)
- 항속거리: 

  - With maximum fuel: 5,700 km (3,075 nm, 3,540 mi)
  - With maximum load: 3,600 km (1,945 nm, 2,235 mi)
- 상승한도: 10,200 m (33,500 ft)
- 상승률: 10m/s (ft/min)

무장
- 기관포: 2× 23 mm (0.906 in)  Nudelman-Rikhter NR-23 cannons in a tail turret (some aircraft)

## 같이 보기
관련 개발
- 안토노프 An-10
- 안토노프 An-22
- Y-8

유사 항공기
- C-130
- C-160
- 보잉 B-29 슈퍼포트리스 - 세계유일 핵폭탄 투하 폭격기
- 보잉 737 - B-29와 비슷한 크기의 쌍발 제트 여객기, 100인승, 최대이륙중량 70톤.
- P-8 포세이돈 - 보잉 737의 군용기 버전.
- 투폴레프 Tu-16 - B-29와 비슷한 크기의 쌍발 폭격기
- 투폴레프 Tu-104 - 투폴레프 Tu-16의 여객기 버전, 100인승, 최대이륙중량 70톤.
- 투폴레프 Tu-4 - B-29를 역공학으로 베낌.
- 투폴레프 Tu-70 - 투폴레프 Tu-4의 여객기 버전. 72인승.
- P-3 오라이온 - B-29와 비슷한 군용기. 프로펠러 4개, 최대이륙중량 70톤.
- 록히드 L-188 일렉트라 - P-3 오라이온의 여객기 버전. 100인승.
- Y-8 - 중국
- An-12 - 러시아
- 일류신 Il-18 - 러시아